# Skaryszew
Skaryszew (daw. Skaryszów) – miasto w woj. mazowieckim, w powiecie radomskim.  Leży nad rzeką Kobylanką.
Miasto jest siedzibą gminy miejsko-wiejskiej Skaryszew oraz rzymskokatolickiej parafii św. Jakuba Apostoła.
| SIMC    | Nazwa               | Rodzaj       |
| ------- | ------------------- | ------------ |
| 0973837 | Błonie              | część miasta |
| 0973843 | Budki Skaryszewskie | część miasta |
| 0973850 | Gaj                 | część miasta |
| 0973866 | Podolszyny          | część miasta |
| 0973872 | Praga Skaryszewska  | część miasta |
| 0973889 | Wincentów           | część miasta |

Na koniec 2023 roku miasto miało 4435 mieszkańców.
Ośrodek usługowo-mieszkaniowy, drobny przemysł.
Przez miasto przebiega droga krajowa nr 9 i droga wojewódzka nr 733.

## Położenie
Miasto leży w południowej części województwa mazowieckiego, na Równinie Radomskiej będącej częścią Wzniesień Południowomazowieckich.
Skaryszew leży w historycznej Małopolsce, stanowił część ziemi sandomierskiej, a następnie ziemi radomskiej. Prywatne miasto duchowne Skaryszów, położone było w drugiej połowie XVI wieku w powiecie radomskim województwa sandomierskiego. W latach 1975–1998 miasto administracyjnie należało do województwa radomskiego.

## Historia
Pierwszy wiarygodny przekaz historyczny o Skaryszewie pochodzi z 1198 roku – dotyczy on przejścia osady na własność klasztoru Bożogrobców w Miechowie. W XII wieku utrwalił się zwyczaj organizowania targów skaryszewskich. W 1228 roku miał tu miejsce zjazd księżnej Grzymisławy oraz książąt polskich: Konrada mazowieckiego z synami Bolesławem i Kazimierzem oraz dostojników świeckich i kościelnych.
Miejscowość została całkowicie zniszczona podczas II najazdu mongolskiego na Polskę w latach 1259–1260. W roku 1264 została ponownie lokowana i otrzymała prawa miejskie. Zachował się potwierdzający to dokument z 15 maja 1264 roku wydany w Krakowie przez Bolesława Wstydliwego, który zezwala klasztorowi Bożogrobców w Miechowie lokować na nowo zniszczone przez Tatarów miasto Skaryszew na prawie niemieckim podobnym do tego jakim posługują się mieszczanie Korczyna.
Przed 1618 rokiem w rynku wybudowany został ratusz, a w 1629 roku na wschodnim obrzeżu miasta powstał szpital. W czasie wojen szwedzkich miasto zostało spalone. Drugi pożar zniszczył zabudowę w 1670 roku. Po spustoszeniach XVII wieku miasto liczyło tylko 363 mieszkańców i na długi okres utraciło znaczenie jako ośrodek miejski. Dopiero XVIII wiek przyniósł ożywienie gospodarcze miasteczka. Z 1787 roku pochodzą pierwsze wzmianki o Żydach osiedlających się w mieście.
Pomimo obowiązującego do 1862 roku zakazu osiedlania się Żydów w Skaryszewie, w 1827 roku mieszkało ich w nim około 82. Po upadku powstania styczniowego Skaryszew utracił prawa miejskie w 1870 roku. Około 1900 roku powstała Synagoga w Skaryszewie. Żydowski cmentarz powstał wcześniej, bo już w drugiej połowie XIX wieku.
W 1921 roku Skaryszew liczył około 2072 mieszkańców, w tym 820 Żydów. Prawa miejskie Skaryszew odzyskał 1 lipca 1922 roku. Skaryszew przeżywał szybki rozwój demograficzny i gospodarczy. Rozwijało się rzemiosło, natomiast upadło znaczenie jarmarków i targów. Jako siedziba gminy i lokalny ośrodek rzemieślniczo – usługowy miasto otrzymało nowe obiekty administracyjne, usługowe i mieszkalne. W wyniku przeprowadzonej w 1938 roku komasacji powstały nowe ulice i targowisko.
II wojna światowa przyniosła duże zniszczenia miasta. W marcu 1941 roku do Skaryszewa przesiedlono część Żydów z Przytyka. 22 grudnia 1941 roku w Skaryszewie powstało getto. Mieszkało w nim, zależnie od okresu, pomiędzy 400 a 1200 ludzi. Miały miejsce egzekucje Żydów w radomskim więzieniu za opuszczanie terenu getta w Skaryszewie. W Skaryszewie istniała delegatura radomskiego komitetu Żydowskiej Samopomocy Społecznej. 18 stycznia 1942 roku powołano do życia liczącą siedem osób Żydowską Służbę Porządkową w Skaryszewie. Skaryszewskie getto zostało zlikwidowane w drugiej połowie sierpnia 1942 roku, kiedy wszystkich mieszkańców wywieziono do getta w Szydłowcu, a stamtąd 23 września do obozu w Treblince.
Po 1945 roku Skaryszew nadal jest miastem rolniczo-rzemieślniczym z niewielkim zapleczem produkcyjnym. Miasto wzbogaciło się o nowe obiekty mieszkalne i usługowe oraz administracyjne.

## "Wstępy Skaryszewskie" – targi koni

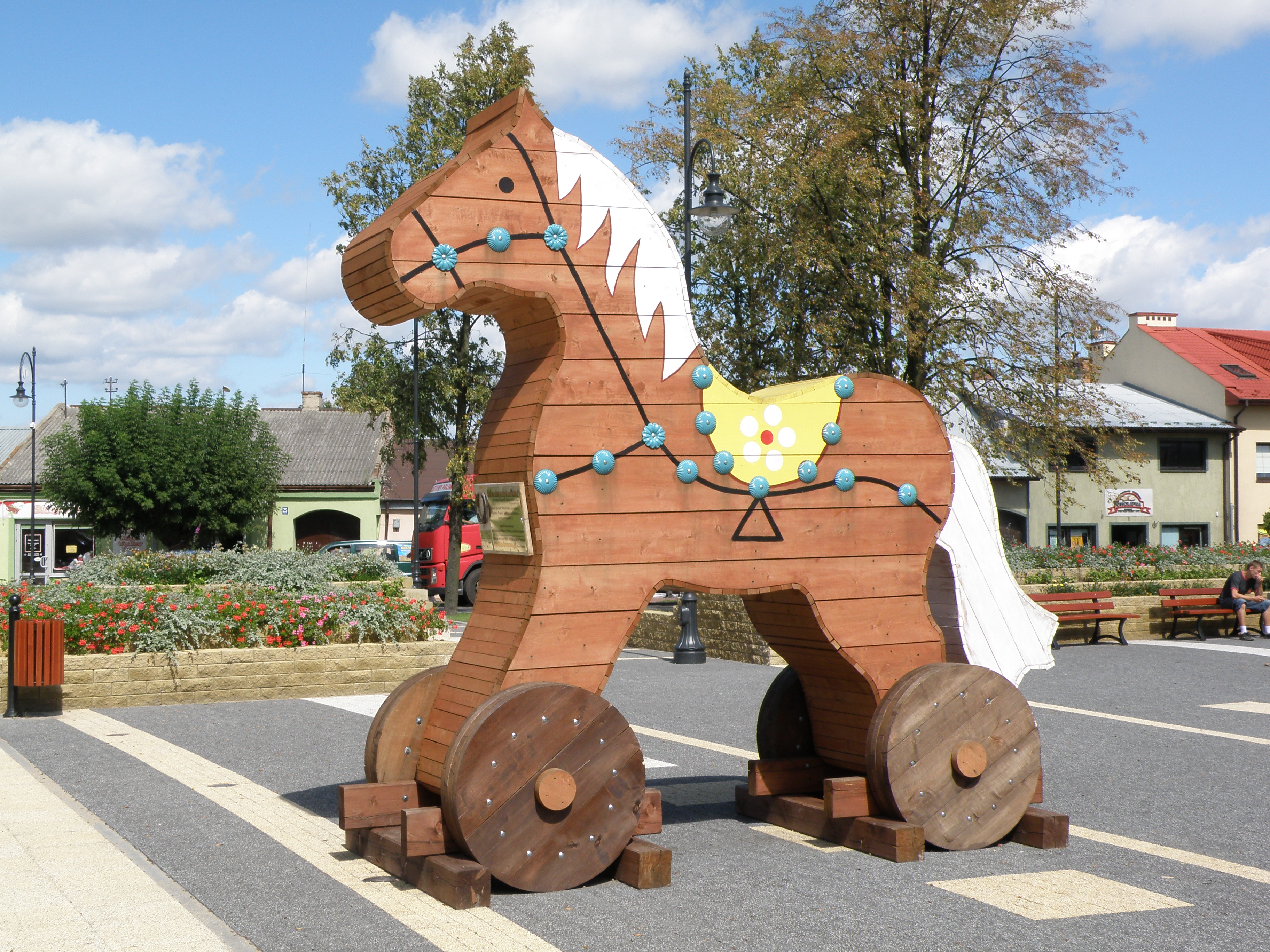
Drewniany koń na rynku

"Wstępy", czyli jarmark konny jest organizowany w Skaryszewie bez przerw od 1432 (według legendy przywilej targowy nadał sam Władysław Jagiełło w podzięce za dostarczenie koni rycerzom walczącym w Bitwie pod Grunwaldem). Jarmark był organizowany w maju, w święto Wniebowstąpienia Pańskiego.
W 1633 król Władysław IV w dekrecie zezwolił by targi koni były w mieście organizowane w pierwszy (wstępny – stąd nazwa) poniedziałek po Środzie Popielcowej.
I tradycja ta pozostała do dzisiejszego dnia. Drugi dzień targów (wtorek) był dniem "poprawin".
Jarmark ten jest do dziś dnia jednym z najstarszych, najsłynniejszych i najpopularniejszych tego typu targiem w Europie.
W związku z "końskimi" tradycjami miejscowości w marcu 2011 stanął na rynku drewniany koń - zabawka, będący inicjatywą prywatną jednego z mieszkańców - Daniela Rogali. Rok później, na skaryszewskim rynku stanęła wykonana przez tego samego twórcę, kolejna drewniana „zabawka”, tzw. klepok, czyli drewniany ptaszek.
Wstępom odbywającym się w 2012 i 2013 roku towarzyszyły protesty Fundacji Tara oraz innych organizacji prozwierzęcych przeciwko niehumanitarnemu traktowaniu koni.
W 2019 roku Rada Miejska w Skaryszewie uchwaliła regulamin jarmarku, który wyeliminował handel końmi na rzeź oraz zobowiązał wszystkich uczestników do reagowania na złe traktowanie zwierząt.  

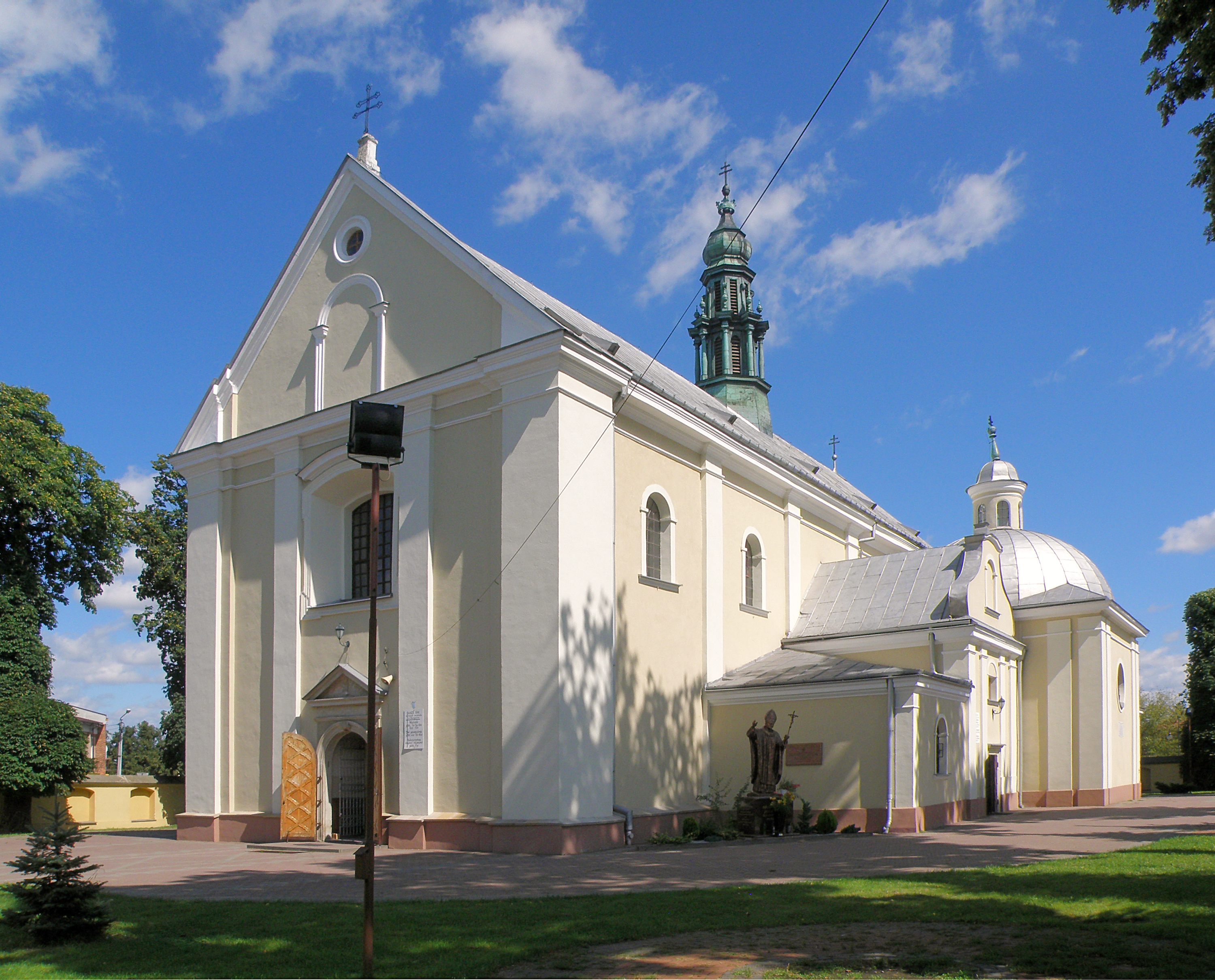
Kościół św. Jakuba Większego Apostoła

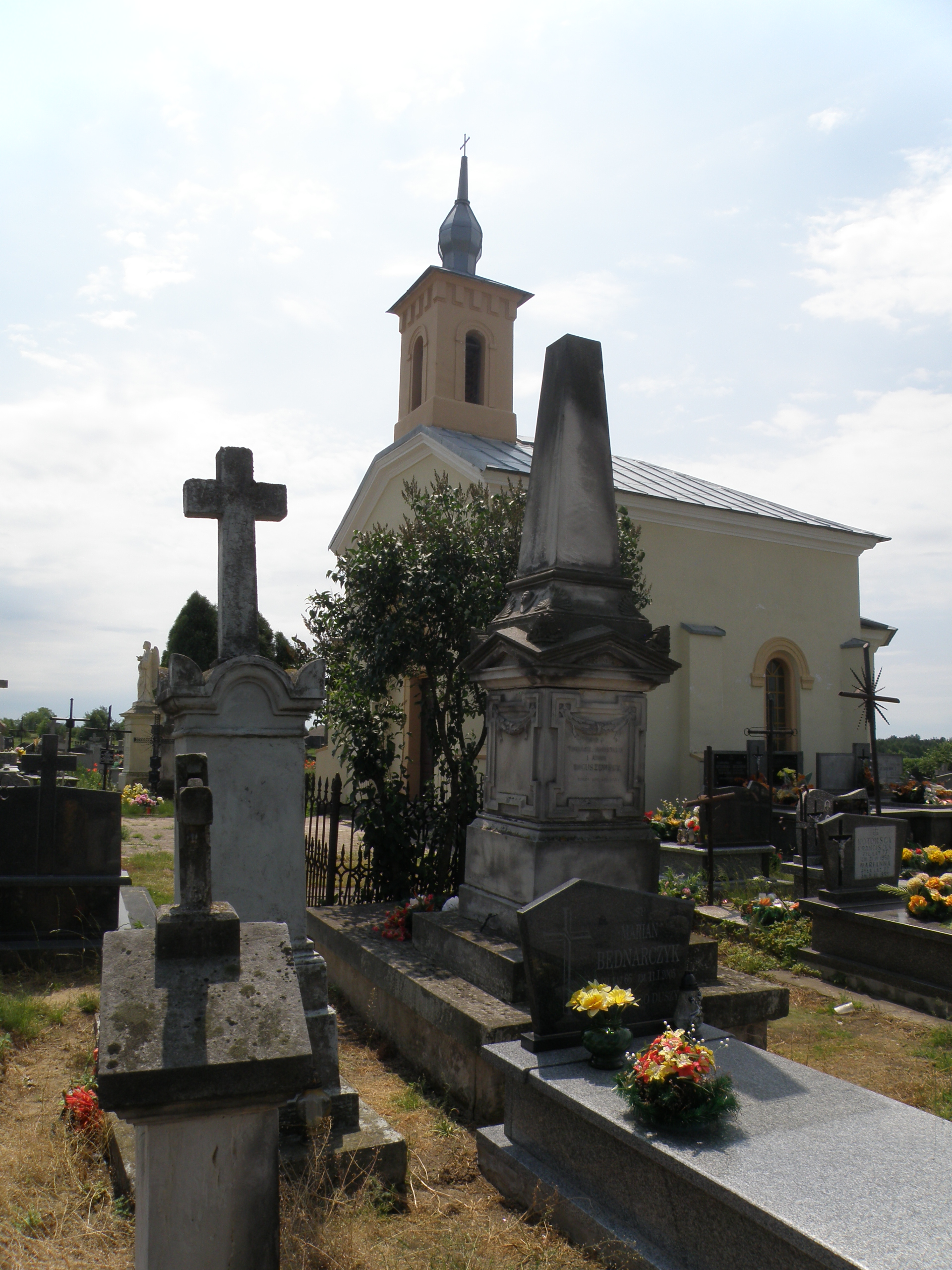
Cmentarz katolicki w Skaryszewie. Widoczne stare nagrobki i kaplica

## Demografia

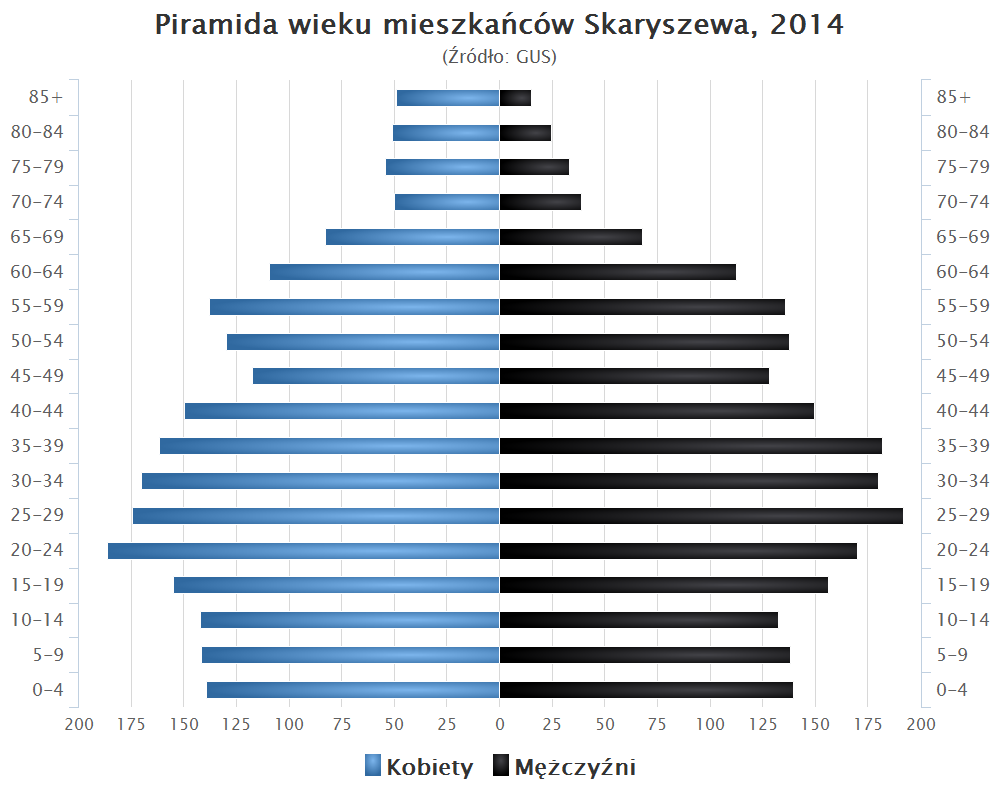
Piramida wieku mieszkańców Skaryszewa w 2014 roku

## Zabytki
- barokowy kościół św. Jakuba z przełomu XVII i XVIII wieku
- cmentarz katolicki z kaplicą i nagrobkami z XIX wieku

## Literatura i film
W Skaryszewie Jarosław Iwaszkiewicz umieścił akcję głośnego opowiadania "Kościół w Skaryszewie" (1968). Do miejscowego wikarego pewnego razu przychodzi partyzant "Ryś". Ma on wykonać wyrok śmierci na rzekomym zdrajcy i konfidencie, stalmachu Alojzie, chce jednak wcześniej przystąpić do spowiedzi. Ksiądz Konrad wątpi jednak w słuszność wyroku, dopatrując się pomyłki. Chcąc ochronić duszę młodego partyzanta kapłan postanawia własnoręcznie wykonać egzekucję, uważając że grzech, który uchroni innego przed potępieniem, zostanie mu wybaczony.
Opowiadanie było nowatorskim spojrzeniem na rzeczywistość okupacji hitlerowskiej, nikt z polskich pisarzy nie podejmował dotąd podobnej problematyki. Uważano, że jest to doskonały temat na film lub sztukę teatralną. W 1969 powstała etiuda szkolna "Kościół w Skaryszewie" w reżyserii Władysława Wasilewskiego, a w 1981 Stanisław Różewicz nakręcił pełnometrażowy film pod tytułem "Ryś".
Chociaż wydarzenie jest fikcją literacką - jak przyznał sam Iwaszkiewicz - to świadomie wykorzystał w opowiadaniu scenerię miasteczka i samą nazwę.

## Sport
W Skaryszewie działa klub piłkarski Skaryszewianka Skaryszew, występujący w radomskiej lidze okręgowej.